# Р-25 Вулкан
Р-25 Вулкан је била двостепена противавионска ракета вођена по радарском снопу са ИЦ самонавођењем у задњој фази лета која је била развијана крајем 1950-их и почетком 1960-их у СФРЈ.

## Развој
Средином педесетих година у наоружању армија великих сила појавило се ново средство за противваздушну одбрану - вођене ракете земља-ваздух. С обзиром да у то време Југославија није могла да их набавии у иностранству, 1958. године у Војнотехничком институту почео је развој домаће ракете З-В под ознаком Р-25 Вулкан. Био је то потпуно оригиналан југословенски пројекат који је окупио тим стручњака предвођених инжењером Обрадом Вучуровићем, а израда прототипова поверена је фабрици авиона Соко у Мостару.
Развијане су две варијанте: једна која је имала бустер-мотор са седам ракета и друга чији је бустер-мотор имао четири ракете. Поред тога, за експерименталне примерке коришћен је ракетни мотор на течно гориво претходно развијен за ракетно торпедо, али планирано је да се за оперативне ракете користи мотор на чврсто гориво двоструко већег потиска. Откривање циља и прикупљање података о њему вршило би се радаром такође југословенске производње M 61 Фрушка гора, а ракета би се ка циљу водила помоћу нишанског радара америчке производње 3-М-7 који је био прерађен за ову намену, али за оперативну употребу постојала је и могућност набавке савременије радарске опреме. У последњој фази лета ракета би прешла на самонавођење помоћу независног ИЦ уређаја уграђеног у њеној глави. С обзиром да је од тренутка лансирања сво даље вођење ракете било аутоматизовано, била је ово врло напредна конфигурација која се у свету појавила тек двадесет година касније под називом испали и заборави.

## Употреба
Прво лансирање ове ракете обављено је новембра 1962. године. Делом зато што су се током испитивања појавили проблеми са маршевским мотором на течно гориво као и зато што је СФРЈ 1962. набавила совјетски ракетни систем С-75 Двина, крајем 1964. године донета је одлука да се после направљених дванаест ракета рад на овом пројекту обустави. Међутим, знања и искуства стечена на пројекту Вулкан као и материјална база уграђени су у друге пројекте који су реализовани и уведени у серијску производњу и наоружање ЈНА.
Један примерак ракете Р-25 Вулкан сачуван је у Музеју ваздухопловства — Београд. Изложени примерак је био намењен испитивању у лету, тако да је уместо бојеве главе носио мерну и телеметријску опрему.

## Карактеристике
| Калибар        | 350 mm |
| Погонска група | - маршевски мотор: ракетни мотор на течно гориво РМ-1000Б потиска 1.177 daN (1.200 kp) - бустер-мотор: четири ракетна мотора на чврсто гориво укупног потиска 24.525 daN (25.000 kp) |
| Перформансе    | - максимална брзина 2,5 Ма (830 m/s) - вертикални домет 20 km - хоризонтални домет 30 km                                                                                             |
| Димензије      | - укупна дужина 8,10 m - пројектил без бустер-мотора 5,24 m |
| Маса           | - стартна са бустер-мотором 1413 kg - пројектил без бустер-мотора 620 kg - бојева глава 100 kg                                                                                       |

## Извор
- Садржај овог чланка је једним делом или у целости преузет са Музеја ваздухопловства Београд. Носилац ауторских права над материјалом је дао дозволу да се исти објави под слободном лиценцом. Доказ о томе се налази на  систему, а број тикета са конкретном дозволом је 2009082810052656.